# Баньоли-Ирпино
Баньоли-Ирпино (итал. Bagnoli Irpino) — коммуна в Италии, располагается в регионе Кампания, в провинции Авеллино.
Население составляет 3323 человека, плотность населения составляет 50 чел./км². Занимает площадь 66 км². Почтовый индекс — 83043. Телефонный код — 0827.
Покровителем коммуны почитается священномученик Лаврентий, архидиакон, празднование 10 августа.